# متلازمة الهيموغلوبين ليبور
عادة ما تكون متلازمة الهيموغلوبين ليبور اعتلال الهيموغلوبين بدون أعراض، والذي ينتج عن طفرة وراثية متنحية وراثية. متغير Hb Lepore، يتألف من سلسلتين عاديتين من سلسلة ألفا غلوبين (HBA) وسلاسل انصهار غلوبين دلتا بيتا والتي تحدث بسبب التقاطع بين موقع الجين دلتا (HBD) وبيتا غلوبين (HBB) أثناء الانقسام الاختزالي وكان أولًا تم التعرف عليه في عائلة ليبور، وهي عائلة إيطالية أمريكية، في عام 1958. هناك ثلاثة أنواع من Hb Lepore، واشنطن Hb Lepore Washington، AKA Hb Lepore Boston أو Hb Lepore Washington-Boston، بالتيمور (Hb Lepore Baltimore) و Hollandia Hb Hollandia. تُظهِر الأصناف الثلاثة خواصًا مماثلة للرحلان الكهربي والكروماتوغرافي، وتتشابه نتائج أمراض الدم إلى حد بعيد مع تلك الخاصة بخلية الثلاسيميا بيتا؛ اضطراب في الدم يقلل من إنتاج بروتين الهيموغلوبين المحتوي على الحديد والذي ينقل الأكسجين إلى الخلايا والذي قد يسبب فقر الدم.
حالة متماثلة اللواقح للهيموغلوبين ليبور نادرة. يميل المرضى من أصل البلقان إلى ظهور الأعراض الأكثر حدة بما في ذلك فقر الدم الحاد خلال السنوات الخمس الأولى من العمر. كما قدموا أيضًا مع تضخم كبير في الطحال، وتضخم الكبد، وتشوهات هيكلية مماثلة لتلك الخاصة بالثلاسيميا بيتا متماثلة اللواقح. تراوحت كمية الهيموجلوبين في دم المرضى من 8 إلى 30%، والباقي عبارة عن هيموغلوبين جنيني (Hb F) موجود بكميات دقيقة (عادة أقل من 1%) في خلايا الدم الحمراء للبالغين. تُعرف بالخلايا F وهي موجودة في نسبة صغيرة من كرات الدم الحمراء الكلية.
الهيموغلوبين ليبور متماثل الزيجوت مشابه لبيتا ثلاسيميا الكبرى. ومع ذلك، فإن الدورة السريرية متغيرة. عادة ما يصاب المرضى الذين يعانون من هذه الحالة بفقر دم حاد خلال العامين الأولين من العمر. شكل الزيجوت المتغاير هو فقر دم خفيف (خضاب الدم 11-13 جم / ديسيلتر) ولكنه يظهر مع نقص صبغ الدم (نقص الهيموغلوبين في خلايا الدم الحمراء) وكثرة الخلايا الصغيرة.

## شرح

### المضاعفات
المضاعفات المحتملة التي قد تحدث في الأطفال الذين يعانون من فقر الدم الحاد مع عدد الهيموغلوبين أقل من 5.5 جم / ديسيلتر هي السكتة الدماغية الصامتة، السكتة الدماغية الصامتة هي نوع من السكتة الدماغية التي ليس لها أي أعراض خارجية (بدون أعراض)، وعادة ما يكون المريض غير مدرك أنهم أصيبوا بسكتة دماغية. على الرغم من عدم التسبب في أعراض يمكن تحديدها، إلا أن السكتة الدماغية الصامتة ما تزال تسبب تلفًا للدماغ، وتعرض المريض لخطر متزايد للإصابة بنوبة إقفارية عابرة وسكتة دماغية كبيرة في المستقبل.

## السبب
متلازمة الخلية المنجلية هيموغلوبين ليبور بوسطن هي نوع من مرض فقر الدم المنجلي (HbS) الذي يختلف عن مرض فقر الدم المنجلي متماثل الزيجوت حيث يحمل كلا الوالدين الهيموغلوبين المنجلي. في هذا البديل، يكون لدى أحد الوالدين الهيموغلوبين المنجلي، بينما يمتلك الأب الثاني هيموغلوبين ليبور بوسطن، وهو الوحيد من بين المتغيرات الثلاثة الموصوفة بالاشتراك مع HbS.

## التشخيص
يمكن إجراء تشخيص متلازمة هيموغلوبين ليبور قبل الولادة أو بعد الولادة من خلال استخدام مجموعة متنوعة من الاختبارات.
- تعداد الدم الكامل (CBC)
- تبادل الكاتيون اللوني السائل عالي الأداء (CE-HPLC): تقنية كروماتوغرافية تستخدم لفصل وتقدير مكونات الهيموغلوبين الطبيعية وغير الطبيعية المختلفة في الدم.[7]
- الرحلان الكهربائي للهيموغلوبين
- تحليل الحمض النووي[8]